# Pago Pago
Pago Pago (inglese [ˈpɑːŋɡɔː ˈpɑːŋɡɔː]; samoano [ˈpaŋo ˈpaŋo]) è un villaggio delle Samoa Americane appartenente alla contea di Ma'Oputasi del Distretto orientale, nonché capitale delle Samoa Americane.

## Geografia
Situata al centro dell'isola di Tutuila, ha una superficie di 9,5 km² e in base al censimento del 2000, ha 4 278 abitanti.
Anche se è la capitale ufficiale dell'arcipelago, la sede degli organi legislativi è il villaggio di Fagatogo.
Parte del territorio del villaggio rientra nel Parco nazionale delle Samoa americane.
Il 29 settembre 2009 Pago Pago è stata gravemente danneggiata da uno tsunami conseguente a una scossa di terremoto di 8,2 gradi sulla Scala Richter.

## Infrastrutture e trasporti

### Principali arterie stradali
- American Samoa Highway 001, principale collegamento stradale dell'isola Tutuila.
- American Samoa Highway 005, collega Pago Pago a Fagasa.

## Sport
La Città ha una squadra di calcio, la Pago Youth.